# Zamia inermis
Zamia inermis — вид голонасінних рослин класу Саговникоподібні (Cycadopsida).
Етимологія: у зв'язку з відсутністю колючок на черешку й хребті листа.

## Опис
Стовбур до 30 см у висоту, при дозріванні 10–25 см в діаметрі, соковитий, часто дихотомічно розгалужений. Листя 10–25 сухо вертикально, 0,3–1 м завдовжки; ніжка листка довжиною 8–25 см, гладка; хребет гладкий з 12–20 парами листових фрагментів. Листові фрагменти лінійно-ланцетні, відтягнуті в основі, гострі на вершині, сильно дуже шкірясті, краї цілі, середні довжиною 20–30 см, шириною 1–1,5 см. Пилкові шишки 1–6 від жовтувато-коричневого до світло-коричневого кольору, від циліндричних до яйцювато-циліндричних, гострі вершини, 8–18 см завдовжки, 2,5–3 см діаметром; плодоніжка 3–6 см завдовжки, 1 см діаметром. Насіннєві шишки 1–3, від жовтувато–коричневих до світло-коричневих, циліндричні, від гострих до тупих на верхівці, повстяні, коли молоді й стають більш-менш голими в кінці терміну дозрівання, завдовжки 12–20 см, 8–10 см діаметром; плодоніжка 3–5 см завдовжки, 2–2,5 см діаметром. Насіння зелене, коли довго молоде, коричневе, при дозріванні, яйцювате, 1,5–2 см, 1–1,5 діаметром. 2n = 16.

## Поширення, екологія
Країни зростання: Мексика (Веракруз). Цей вид росте в листяних сухих тропічних лісах на крутих схилах в низьких горах на 200–300 м в тонких сухих вулканічних ґрунтах з дуже невеликою часткою органічної речовини.

## Загрози й охорона
На цей вид може вплинути на руйнування середовища проживання для сільськогосподарських цілей, занадто часті пожежі, можливе зникнення запилювачів, обприскування, ерозія ґрунту і більше збору для декоративних цілей. Вид відомий тільки з одної збереженої популяції, якій серйозно загрожує вогонь, надмірний збір, і, мабуть, викорінення його запилювачів, про що свідчить його дуже низька народжуваність в середовищі існування, на відміну від високої народжуваності в культурі в ботанічних садах.